# Невструєв Сергій Вікторович
Сергій Невструєв (рос. Сергей Невструев, нар. 29 серпня 1972, Усть-Каменогорськ) — казахський хокеїст, що грав на позиції захисника. Грав за збірну команду Казахстану. Згодом — хокейний тренер.

## Ігрова кар'єра
Професійну хокейну кар'єру розпочав 1992 року.
Протягом професійної клубної ігрової кар'єри, що тривала 19 років, захищав кольори команд «Німан», «Торпедо» (Усть-Каменогорськ), «Барис» та «Горняк» (Рудний).
Виступав за збірну Казахстану на п'яти чемпіонатах світу.

## Тренерська кар'єра
З 2010 по 2014 тренував казахський клуб «Горняк» (Рудний).